# Giacomo Ros
Giacomo Ros (Brugnera, 6 novembre 1922 – Pordenone, 3 gennaio 2012) è stato un politico italiano.

## Biografia
Laureato in legge all'Università di Padova nel 1948, è stato sindaco di Brugnera con la Democrazia Cristiana fino al 1960, quando è stato eletto consigliere comunale a Pordenone. Dal 1967 al 1975 fu sindaco di Pordenone.
Nel 1971 è stato nominato primo presidente dell'Istituto regionale di studi europei, mentre dal 1978 al 1987 è stato presidente di Pordenone Fiere.